# 고창중학교 (전북)
고창중학교(高敞中學校)는 대한민국 전북특별자치도 고창군 고창읍 덕산리에 있는 공립 중학교이다.

## 학교 연혁
- 1919년 4월 14일 : 사립 오산학교 인가
- 1922년 6월 3일 : 사립 고창 고등보통학교 개설 인가
- 1944년 3월 31일 : 사립학교에서 공립학교로 개설 인가
- 1951년 9월 1일 : 학제 개편으로 중, 고 분리
- 1972년 12월 31일 : 신축 준공 완료
- 1974년 3월 1일 : 현 위치 이전
- 2021년 2월 28일 : 신관 개축 완료
- 2021년 3월 1일 : 1학년 남녀공학 전환, 혁신학교 지정
- 2023년 9월 1일 : 제32대 이남희 교장 부임
- 2024년 2월 7일 : 제73회 졸업 (117명, 총 19,279명)
- 2024년 3월 4일 : 5학급 입학(131명)

## 참고 자료
- 고창중학교 - 한국교육학술정보원 학교알리미